# Симановский, Иосиф Бенцианович
Симановский Иосиф Бенцианович ( 24 апреля 1892, Бобруйск — 8 октября 1967, Минск ) — советский библиограф, переводчик, педагог. Заслуженный деятель культуры Белорусской ССР (1957). Один из организаторов и первый директор Национальной библиотеки Беларуси. 

## Биография
Родился в семье ремесленника-смоловара. В 1914 окончил университет в Берне. В период с 1918 по 1921 заведующий Бобруйской городской библиотеки. Один из организаторов и в 1922–37 и 1944–61 директор Государственной библиотеки БССР имени В. И. Ленина. В период с 1937 по 1941 директор научно-медицинской библиотеки БССР. В 1942–44 преподавал в Московском библиотечном институте. В 1944–57 преподаватель библиотечного факультета Минского педагогического института имени А. М. Горького. Перевел стихотворения Г. Гейне и А. Мицкевича на белорусский язык. Жена - Соркина Рахиль Эммануиловна, сестра Г. Э. Сорокина.

### Сочинения
- "Новый мир. Стихотворения", Бобруйск, 1910
- «Белорусская советская библиография» (1965)